# Bosnia (regiune)
Din punct de vedere istoric și geografic, regiunea Bosnia (alfabetul chirilic: Босна) cuprinde partea de nord a Bosniei și Herțegovinei de astăzi. Ocupa o arie care cuprindea Alpii Dinarici, învecinându-se la nord cu Câmpia Panoniei, râurile Sava și Drina fiind practic granițele de nord și respectiv est. Regiunea de sud a regiunii (Mediteraneană) este Herțegovina. Suprafața Bosniei istorice avea aproximativ 41.000 km², 80% din teritoriul Bosniei și Herțegovinei moderne.